# Józef Leśniak
Pour les articles homonymes, voir Leśniak.
Józef Leśniak (né le 6 mars 1968 à Limanowa et mort le 4 mai 2022 à Częstochowa) est un homme politique polonais. Membre du parti Droit et justice, il a siégé à la Diète de 2015 à 2019.